# Gave de Sainte-Engrâce
Der Gave de Sainte-Engrâce ist ein kleiner Fluss in Frankreich, der im Département Pyrénées-Atlantiques in der Region Nouvelle-Aquitaine verläuft. Er entspringt unter dem Namen Uhaytza im Gemeindegebiet von Sainte-Engrâce, entwässert nach einem anfänglichen Bogen über Südwest dann generell in nordwestlicher Richtung durch das französische Baskenland und vereinigt sich nach rund 15 Kilometern im Gemeindegebiet von Licq-Athérey mit dem Gave de Larrau und bildet so den Fluss Saison.

## Orte am Fluss
(Reihenfolge in Fließrichtung)
- Senta, Gemeinde Sainte-Engrâce
- La Caserne, Gemeinde Sainte-Engrâce
- Bascoren, Gemeinde Licq-Athérey